# Kochenhofsiedlung

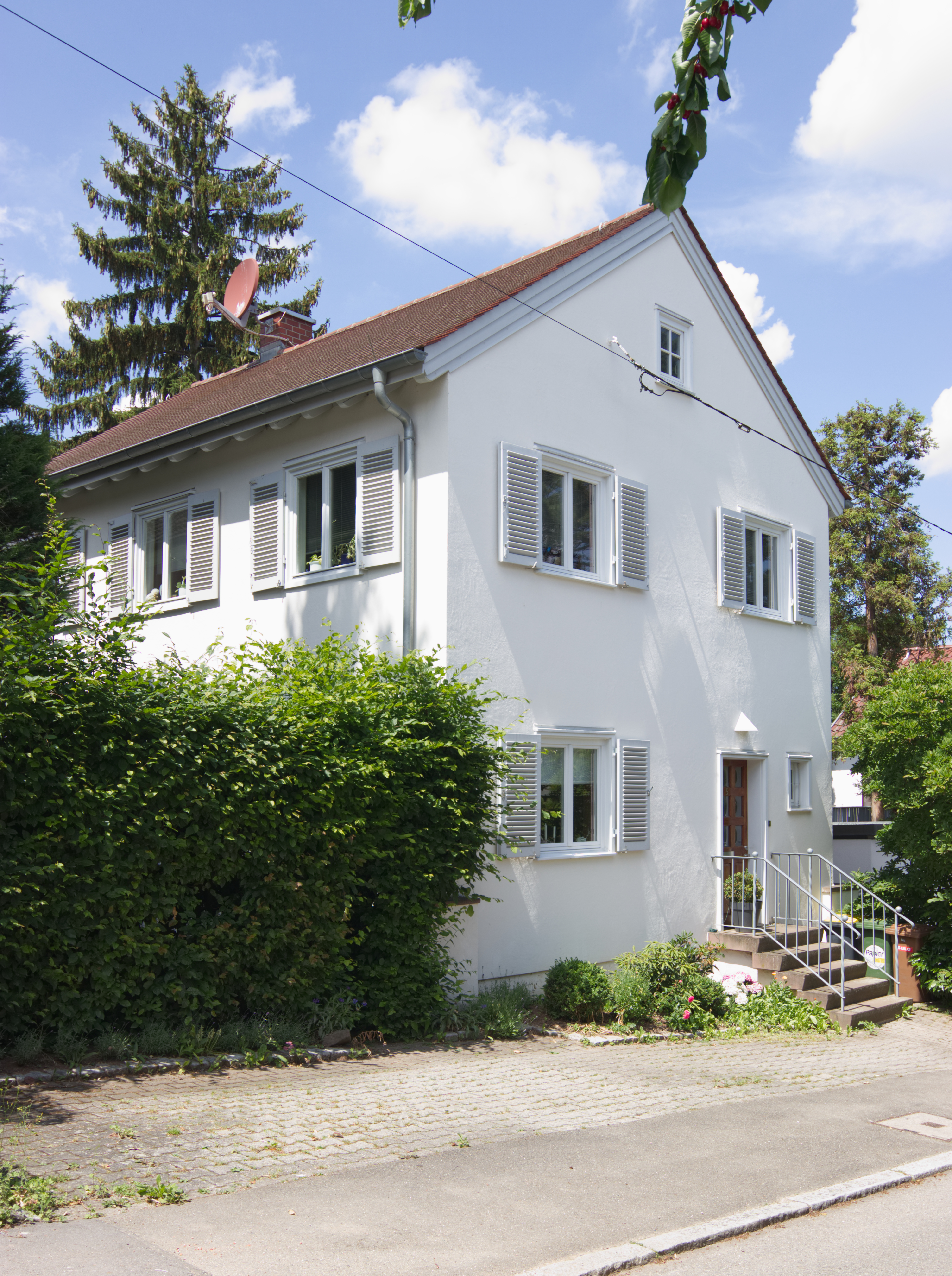
Haus Nr. 7 der Kochenhofsiedlung; Carlos-Grethe-Weg 5, Stuttgart-Killesberg. Erbaut 1933 von Hermann Gabler.

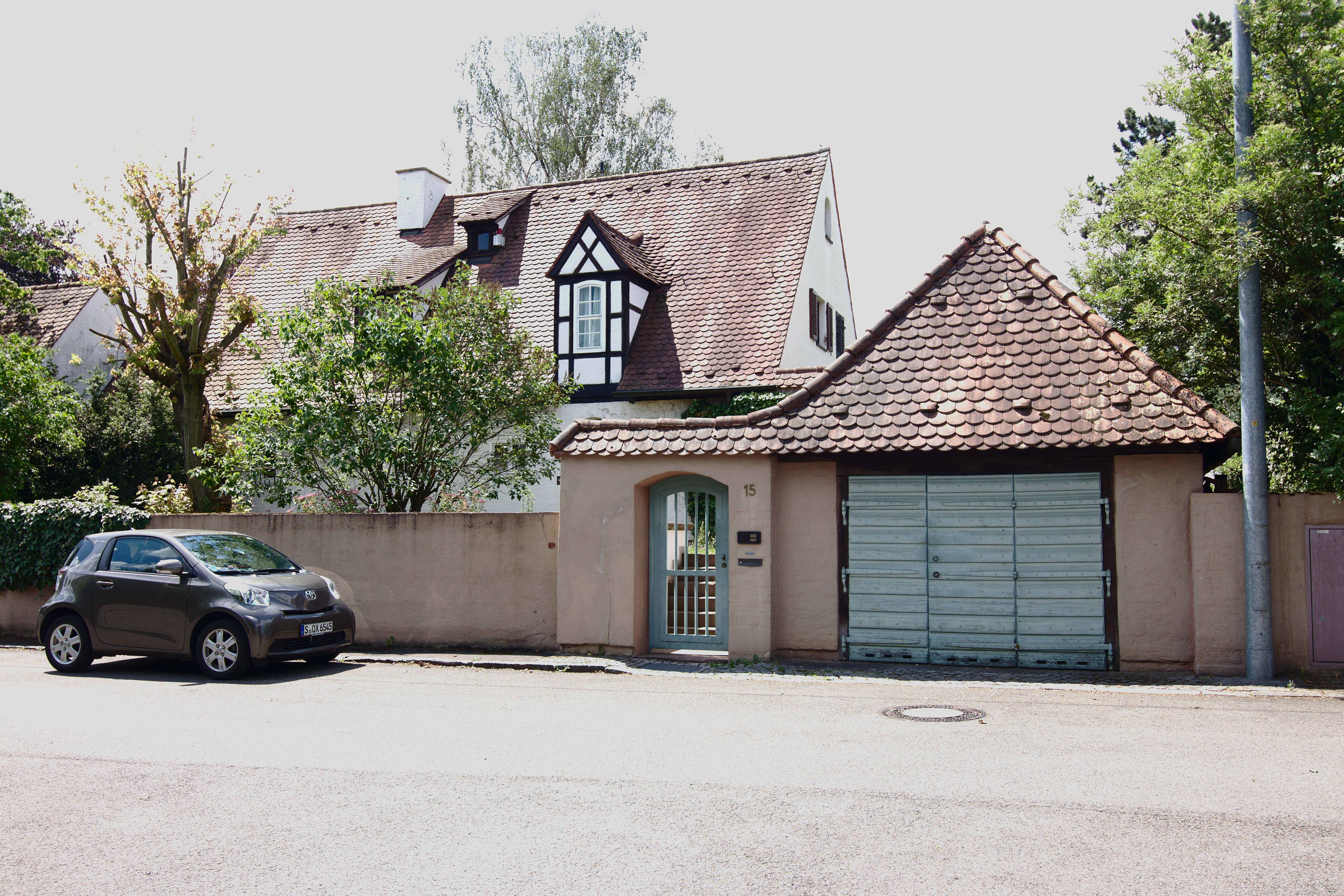
Wohnhaus Roser mit Garage und Einfriedung, Im Falkenrain 15.

Die Kochenhofsiedlung im Stuttgarter Stadtteil Killesberg ist eine 1933 unter der Leitung des Architekten Paul Schmitthenner von Vertretern der Stuttgarter Schule in Holzbauweise errichtete Modellsiedlung. Erklärtes Ziel der Planungen von 1928 war es, ein bewusst traditionalistisches Gegenmodell zur nahe gelegenen, 1927 gebauten Weißenhofsiedlung zu schaffen.

## Geschichte
Der Name Kochenhof stammt von einem gleichnamigen Bauernhof, den es seit den 1770er Jahren auf der Gemarkung gab. Nach ersten Planungen 1927/28 wurden die insgesamt 25 Einzelhäuser der Siedlung 1933 unter Mitwirkung der deutschen Forstwirtschaft im Rahmen der Bauausstellung „Deutsches Holz für Hausbau und Wohnung“ gebaut. Die beteiligten 23 Architektenbüros und Einzelarchitekten, darunter Paul Schmitthenner und Paul Bonatz, waren überwiegend ehemalige Studenten oder Professoren der Technischen Hochschule Stuttgart. Die Mitglieder dieser Gruppe wurden als „Stuttgarter Schule“ bezeichnet. Die Architekten mussten beim Bau bestimmte Richtlinien einhalten, die von Schmitthenner und dem Stuttgarter Stadtplaner Heinz Wetzel vorgegeben wurden.
Zu den Bauauflagen gehörte unter anderem, dass alle Gebäude ein Satteldach haben und in Holzbauweise errichtet werden mussten. Letzteres sollte dazu beitragen, die Haltbarkeit und Wirtschaftlichkeit von Holzbauten zu zeigen und dadurch die Holzverarbeitung im Baugewerbe zu fördern. Einige modernistische Architekten bezeichneten die Kochenhofsiedlung deshalb witzelnd als „Holzwurmsiedlung“. Eine Gastwirtschaft bei der Siedlung hieß demnach lange „Zum Holzwurm“.
Im Zweiten Weltkrieg wurden Teile der Siedlung bei Luftangriffen zerstört. Nach dem Krieg wurde das Wohngebiet durch konventionelle Gebäude erweitert, für die nicht mehr die Baurichtlinien der Kochenhofsiedlung galten. Auch in der eigentlichen Siedlung wurden zahlreiche bauliche Veränderungen vorgenommen.

## Beteiligte Architekten
| - Paul Bonatz - Eisenlohr & Pfennig - Albert Eitel und Hans Eitel - Hermann Gabler - Karl Gonser - Gerhard Graubner - Paul Heim - Alfred Kicherer - Eugen Kiemle - Otto Köbele - Walter Körte - Eduard Krüger - Ernst Leistner - Richard Döcker | - Hannes Mayer - Werner Pilzecker - Erhard Rommel - Paul Schmitthenner - Friedrich Eugen Scholer - Ernst Schwaderer - Wilhelm Tiedje - Hans Volkart - Ernst Wagner - Hellmut Weber - Paul Weber - Richard Weber - Erich Wiemken |